# Или (Невада)
Или (енгл. Ely) град је у америчкој савезној држави Невада.

## Демографија
По попису из 2010. године број становника је 4.255, што је 214 (5,3%) становника више него 2000. године.
| Група             | 2000.         | 2010.         |
| Белци             | 3.307 (81,8%) | 3.358 (78,9%) |
| Афроамериканци    | 13 (0,3%)     | 34 (0,8%)     |
| Азијати           | 44 (1,1%)     | 40 (0,9%)     |
| Хиспаноамериканци | 499 (12,3%)   | 600 (14,1%)   |
| Укупно            | 4.041         | 4.255         |